# Coquet Island, Queensland
Coquet Island är en ö i Australien. Den ligger i delstaten Queensland, omkring 1 700 kilometer nordväst om delstatshuvudstaden Brisbane. Arean är 0,46 kvadratkilometer. Den sträcker sig 0,7 kilometer i nord-sydlig riktning, och 1,3 kilometer i öst-västlig riktning.
Savannklimat råder i trakten. Genomsnittlig årsnederbörd är 1 319 millimeter. Den regnigaste månaden är mars, med i genomsnitt 441 mm nederbörd, och den torraste är augusti, med 7 mm nederbörd.